# Musée d'histoire régionale de Lebedyn
Le Musée d'histoire locale de Lebedyn est un musée situé en Ukraine sur le boulevard Taras Chevchenko. Il a été fondé en 1996. Il regroupe 10 000 objets archéologiques, culturels, scientifiques ou ethnographiques.
Il est dans un bâtiment construit en 1820 en limite de la ville et qui abritait des agents municipaux (des gendarmes ou d'autres fonctionnaires). Ce bâtiment connu d'autres affectations comme gymnase ou école de musique.
Les expositions ont pour thèmes : un hommage à la présence de Taras Chevtchenko dans la région, la Seconde Guerre mondiale, les citoyens marquants de la région comme Pavel Rybalko ; sur l'Holodomor.

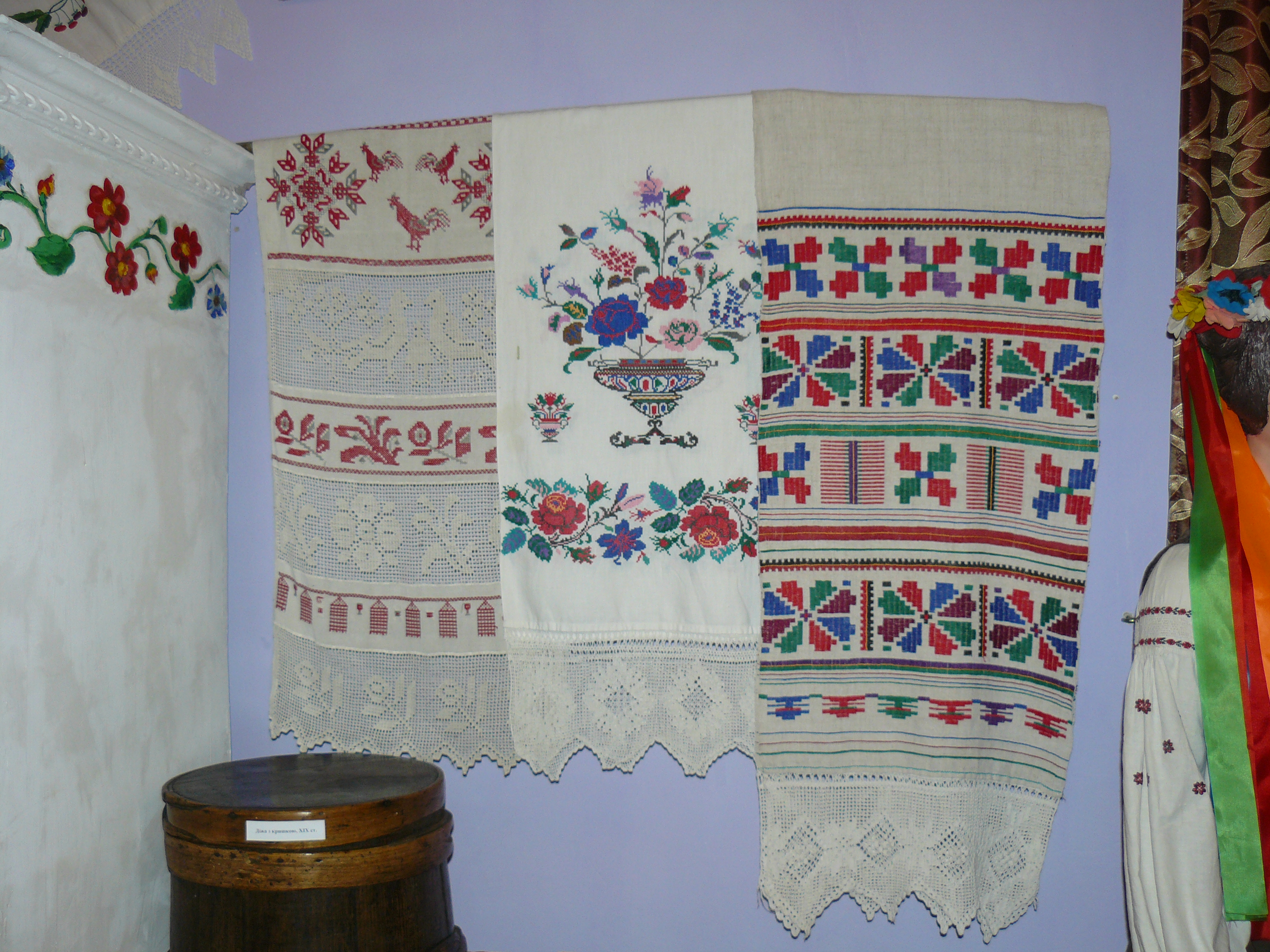
Broderie
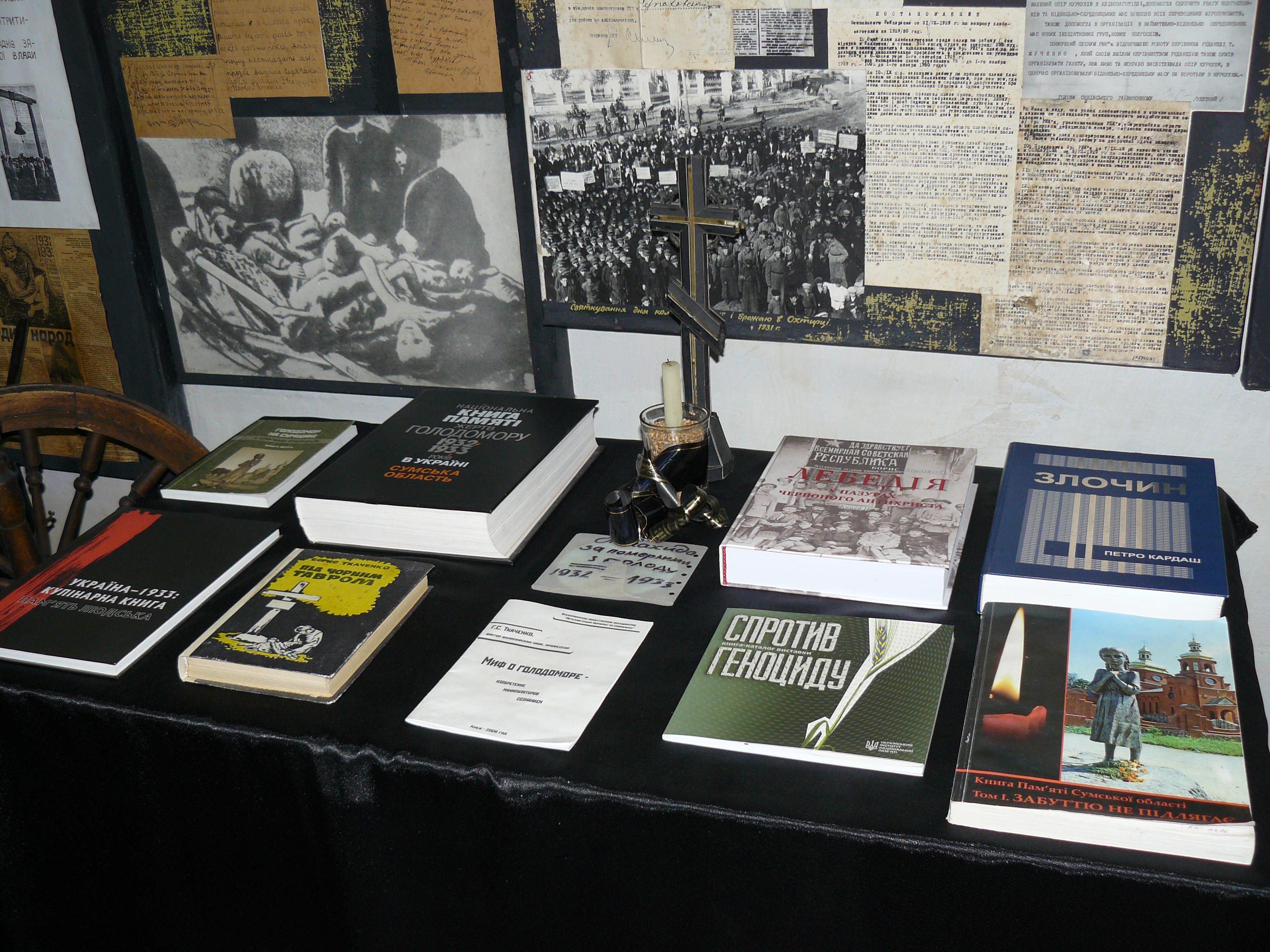
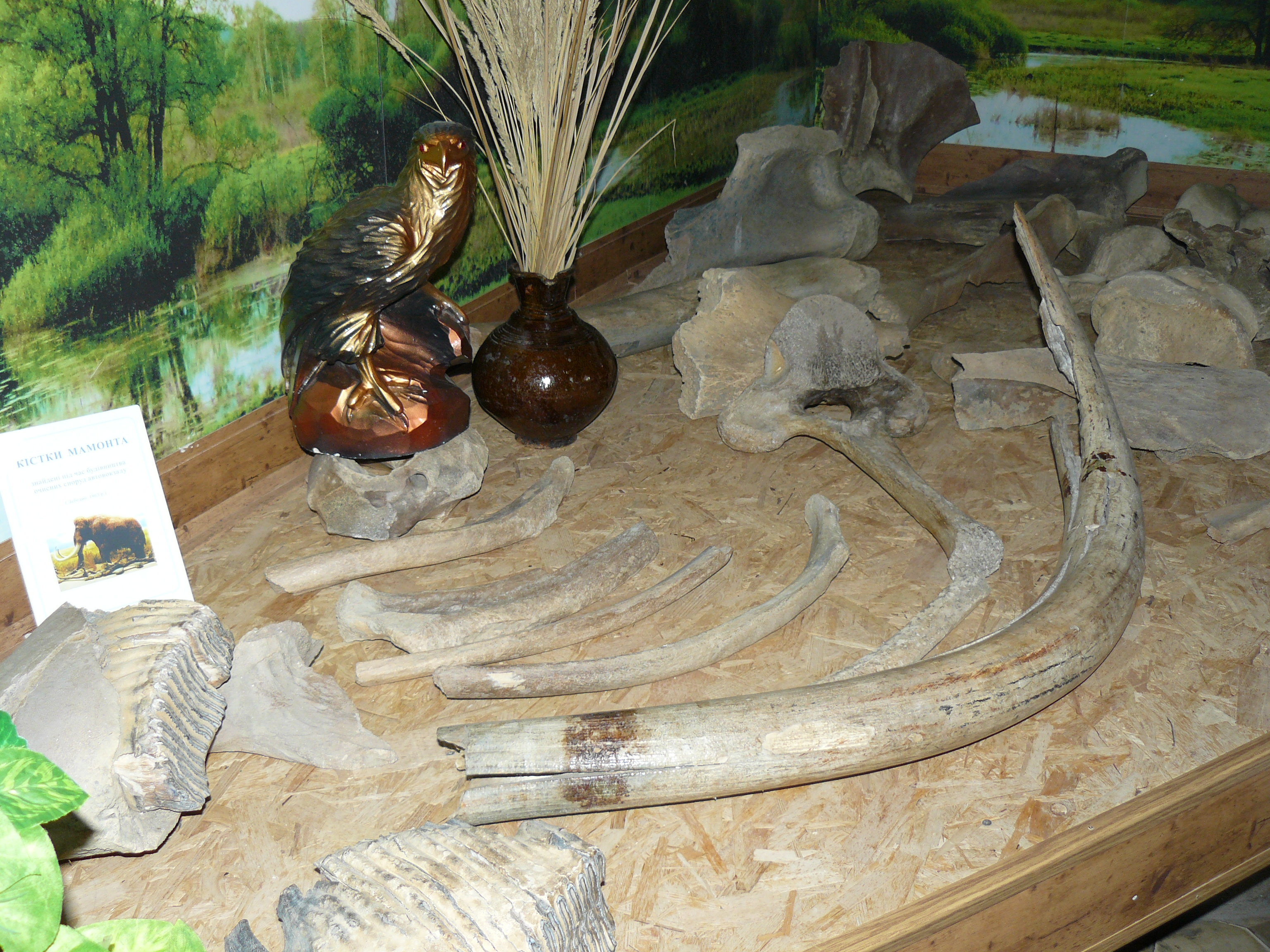
dents et défenses de mammouth.